# Passage du rocher de la sorcière
Le Passage du Rocher de la Sorcière est une voie privée située dans le 18e arrondissement de Paris.

## Situation
Il relie l'Avenue Junot et la Rue Lepic autour d'un étrange rocher situé sur une hauteur et accessible par des escaliers. C'est un vestige d’une ancienne fontaine aujourd’hui tarie. Le passage traverse un des rares restes du « Maquis de Montmartre ».
À la demande des riverains les extrémités du passage ont été cloturées en 2009 avec des grilles fermées à clé.

## Origine du nom
A l'origine, le rocher était nommé la Sourcière. Selon une légende, une vieille femme aurait longtemps habité seule dans la grande maison devenue aujourd’hui un hôtel de luxe Directoire appelé l’Hôtel Particulier Montmartre. Elle avait l'habitude de chasser avec son balai les enfants du quartier qui la traitaient de sorcière et déformèrent le nom du rocher.